# El Camí (revista 1918)
El Camí va ser una revista literària fundada el 6 de gener de 1918. L’autorització inicial constava del nom de Joan C. Nolla, per la qual cosa és possible que en fos el fundador. En El Camí col·laboraven Joan Capdevila i Rovira, Marià Manent, Josep Pla, Josep A. Vandellós, Ramon de Curell, Manuel Giral d'Arquer, Rafael Tobella, Joan Vidal Salvó, J. F. Vidal i Jové, J. A. Font i Casas, Rossend Llates, Raimon Negre i Balet, M. A. Cassanyes, Josep Carbonell i Gené, i d'altres.
En el primer número publicat el gener de 1918, la revista es mostra de la següent manera als lectors: “Es presenta una revista nova a un públic que té ja sa característica ben definida. I demés és una característica que ens plau i que la voldrien ben accentuada, nostra. Un públic que acobla un doble daler de novetat picantona i de perfecció matemàtica. Un públic que li cal ben saber on va, i a cada pas nou, a cada graó que puja, gira de seguida l'esguard endarrere: li cal també saber quin camí va fent. Un públic al qual, no tant els homes d’acció, com els ideòlegs el fascinen: l'especulació ideològica té en ell una eficàcia decisiva. Privat el públic, català de ideologia, després de una desorientació que dura una estona, se us tanca a sa casa. A l’inrevés, el públic castellà té sempre un poc de desgana ideològica, però ama follament l’acció.” 
Les dades descriptives de l'entrada se situen a la part superior de la pàgina principal. Es divideixen en una taula formada per tres rectangles. En la part esquerra s'indica l’any i el número. En la part central apareix el nombre de redacció i l’adreça on es trobava aquesta: Carrer de Mallorca, 170, 2n. 1ª (Barcelona). Finalment, en la part dreta, hi havia la data de publicació. La periodicitat era mensual, i el seu preu era de 15 cèntims cada número solt o 2 pessetes per la subscripció anual, tal com s'indica a partir del número 2 a la part superior de la primera pàgina. La revista tenia una extensió de 16 o 24 pàgines i el seu format era 203 x 132 mm. Només van publicar 6 números.

## Història
Aquesta revista catalanista tenia la redacció a Barcelona i la impremta a Vilanova i la Geltrú. Tot i que el contingut de la revista i el seu títol eren més literaris que polítics, en més d’una ocasió es manifestava públicament a favor de la labor que feia aleshores la Joventut Nacionalista de la Lliga Regionalista. Cal destacar que, en aquell moment, la monarquia absoluta passava per una gran crisi i hi havia un clima violent en la societat. Un any abans de la creació d'El Camí, hi va haver la triple crisi que agrupava l’àmbit militar, social i polític. Molts sectors de la població iniciaven moltes revoltes en contra de les decisions d'Alfons XIII, sobretot a Barcelona, coincidint amb on es va obrir la redacció de la revista.
La revista, per tant, tenia una temàtica literària però també política al posicionar-se ideològicament sovint. Les seccions principals eren la publicació de poemes, articles de literatura i crítica, traduccions, i una dedicada a les lletres castellanes.
En el número 1 de gener, hi ha les diferents seccions:
El nostre públic (Presentació al lector)
L’any i l’inici (Objectius de la revista)
La Biblioteca “Foment de Pietat Catalana” per Maria Manet
Meditacions sobre la dolor per Joan Capdevila Rovira
Poema “Xenia”
Dietari del mar de Barcelona, al desembre per Josep Pla
De la vida, del Teatre i de l’optimisme per Josep A. Vandellós
Poesia Catalana per Ramón de Curell
Poesia Gallega
Lletres Castellanes per Manuel Giral d'Arquer
Ma Filla Bernardeta per M.M
Llibres per Rafel Tobella, A.Torrents i Joan Vidal Salvó
Diem